# Opéra de Silésie
 (août 2019).
Si vous disposez d'ouvrages ou d'articles de référence ou si vous connaissez des sites web de qualité traitant du thème abordé ici, merci de compléter l'article en donnant les références utiles à sa vérifiabilité et en les liant à la section « Notes et références ».
L'Opéra de Silésie (en polonais : Opera Śląska) est un opéra situé dans la ville de Bytom dans le sud de la Pologne et la région de la voïvodie de Silésie.
Le bâtiment fut construit entre 1898 et 1901 dans un style architectural néoclassique par  l'architecte berlinois Alexander Böhm. Il possède 423 places assises. Il fut inauguré le 1eroctobre 1901.[réf. souhaitée]
Ce monument fut d'abord un théâtre municipal jusqu'à la Seconde Guerre mondiale.
En 1945, il devint une salle d'opéra avec une représentation d'Halka du compositeur polonais Stanisław Moniuszko et interprété par le chanteur d'opéra Adam Didur.
Les œuvres de grands compositeurs polonais furent jouées à l'Opéra de Silésie, notamment de Karol Szymanowski, Ludomir Różycki, Jan Adam Maklakiewicz, Romuald Twardowski, Tadeusz Baird. En outre le répertoire comprend un grand nombre d'opéras de Mozart, de 
Verdi et presque toutes les œuvres de Puccini.